# Ekonomika Turecka
Ekonomika Turecka je rozvíjející se tržní ekonomikou, jak je definováno  Mezinárodním měnovým fondem. Podle Světové informační knihy CIA je Turecko mezi vyspělými zeměmi světa. Turecko je také definováno ekonomy a politology jako jedna z nově industrializovaných zemí světa. Turecko má 55. největší HDP na světě a 13. největší HDP na základě partnerství veřejného a soukromého sektoru. Země patří mezi přední světové výrobce zemědělských produktů, textilu, motorových vozidel, dopravního vybavení, konstrukčních materiálů, spotřební elektroniky a domácích spotřebičů. Od srpna 2018 prochází Turecko měnovou a dluhovou krizí, která se vyznačuje poklesem turecké liry (TRY), vysokou inflací, rostoucími náklady na půjčky a odpovídajícím způsobem rostoucím nesplácením úvěrů. Krize byla způsobena nadměrným schodkem běžného účtu turecké ekonomiky a dluhem v cizí měně, v kombinaci s rostoucí autoritářstvím vládnoucí a rozvojové strany a neortodoxními představami prezidenta Erdogana o úrokové politice.
Do češtiny se také vžilo přirovnání „turecké hospodářství“, které souvisí se sociálním, hospodářským a morálním úpadkem Osmanské říše v 17. a 18. století.[zdroj?]

## Makroekonomické trendy
Turecko má 17. největší nominální HDP na světě a 13. největší HDP na základě PPP. Země je zakládajícím členem hlavních ekonomik OECD (1961) a G-20 (1999). Od roku 1995 je Turecko smluvní stranou celní unie Evropské unie - Turecko. CIA klasifikuje Turecko jako rozvinutou zemi. Ekonomové a politologové často označují Turecko za nově industrializovanou zemi, zatímco Merrill Lynch, Světová banka a The Economist popisují Turecko jako rozvíjející se tržní ekonomiku.   Světová banka klasifikuje Turecko jako zemi s vyšším středním příjmem, pokud jde o HDP na obyvatele v roce 2007. Průměrná mzda absolventů byla v roce 2010 10,02 USD za hodinu práce. Turecká míra účasti na pracovní síle 56,1 % je zdaleka nejnižší ze zemí OECD, kde je střední míra 74 %. Podle průzkumu časopisu Forbes z roku 2014 měl Istanbul, hlavní město Turecka, v roce 2013 celkem 37 miliardářů, což je 5. místo na světě. Rok 2017 byl druhým rokem po sobě, kdy odešlo z Turecka více než 5 000 jednotlivců s vysokou čistou hodnotou (HNWI, definovaných jako držitelé čistých aktiv ve výši nejméně 1 milionu USD).

## Ekonomické sektory

### Zemědělský sektor

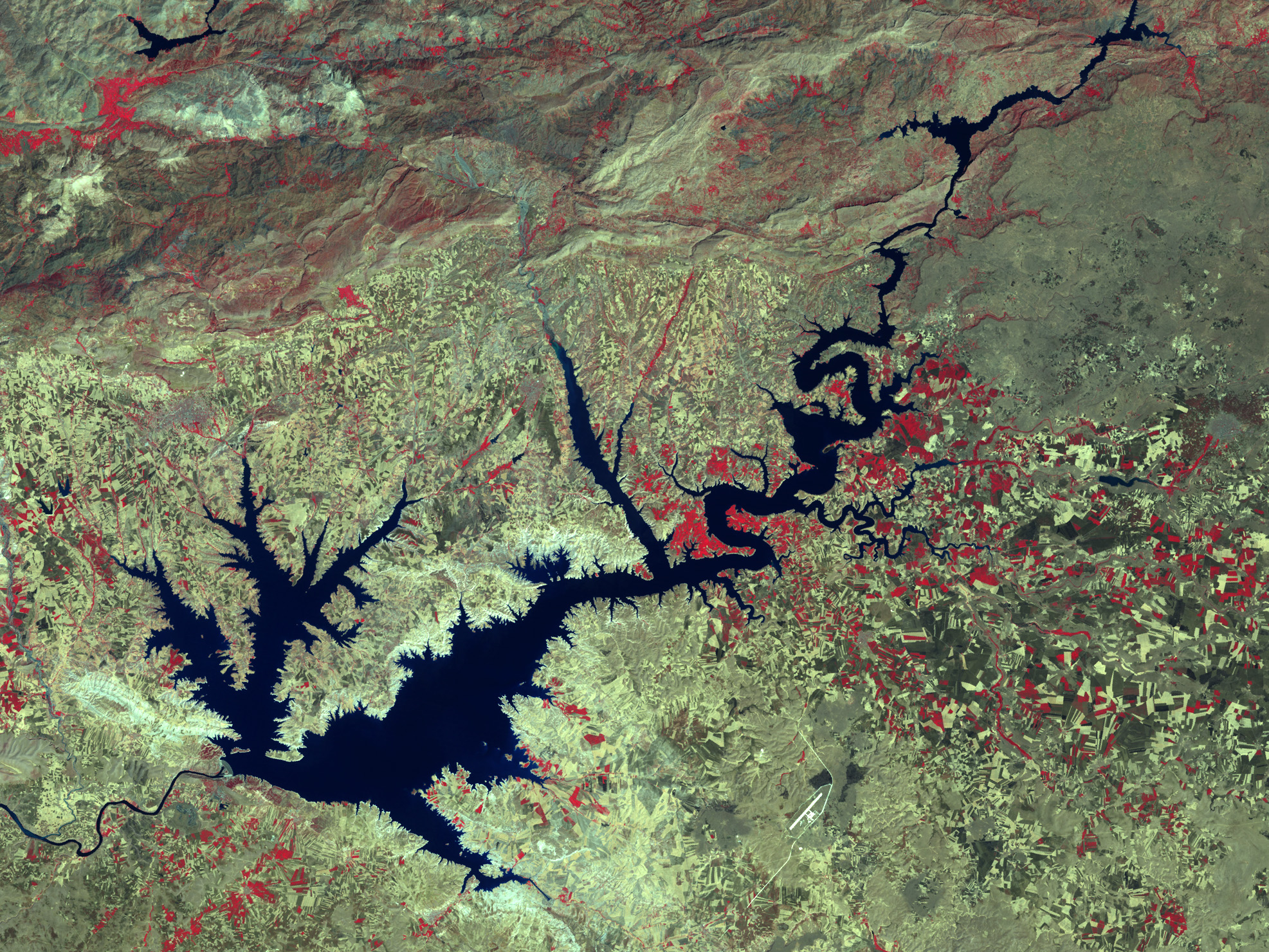
Atatürkova přehrada je největší z 22 přehrad jihovýchodního anatolského projektu. Program zahrnuje 22 přehrad, 19 vodních elektráren a zavlažování 1,82 milionu hektarů půdy. Celkové náklady na projekt se odhadují na 32 miliard dolarů. Celkový instalovaný výkon elektráren je 7 476 MW a předpokládaná roční výroba energie dosáhne 27 TWh.

V Turecku patří ekonomika zemědělství mezi 10 nejlepších na světě. Polovina země obsahuje zemědělskou půdu a téměř čtvrtina populace je zaměstnaná v oblasti zemědělství. Turecko je hlavním producentem obilí, cukrové řepy, mléka, drůbeže, bavlny, rajčat a dalšího ovoce a zeleniny. Zároveň je největším producentem meruněk a lískových oříšků. Turecko importuje zvířecí krmiva, které se spotřebovávají na rapidně rostoucí drůbeží sektor, dále pak importuje olejnatá semena (včetně sójových bobů), a též obilné produkty. Turecko také importuje bavlnu pro vlastní pokročilý textilní sektor a pro sektor zpracování potravin a pekařství.

### Průmyslový sektor
V Turecku měří průmyslová výroba produkci podniků integrovaných do průmyslového sektoru hospodářství. Výroba je nejdůležitějším odvětvím a představuje 84 procent celkové produkce. Největší segmenty ve zpracovatelském průmyslu jsou: Potravinářské výrobky (16 procent z celkové produkce); základní kovy (11 procent); motorová vozidla, přívěsy a návěsy (9 procent); textil (8 procent); ostatní nekovové minerální výrobky (6 procent); pryžové a plastové výrobky (5 procent); chemikálie a chemické výrobky (5 procent); elektrická zařízení (5 procent); oblečení (5 procent); a kovové výrobky (5 procent).

### Turecký stavební a smluvní sektor
Podle zprávy amerického časopisu je Turecko, které drží 4,6 % globálního trhu dodavatelů, nadále druhým největším dodavatelem na světě. Společnost Engineering News Record (ENR) oznámila, že 44 tureckých firem bylo mezi 250 nejvýznamnějšími dodavatelskými společnostmi na světě, a to podle písemného prohlášení Turecké asociace dodavatelů (TCA) vydané 22. srpna 2019. Turečtí dodavatelé také zvýšili svůj podíl na trhu na Středním východě z 9,7 % na 10,4 % v roce 2018, zatímco jeho podíl na asijském trhu se snížil, ze 4 % na 2,1 %.

### Sektor služeb

#### Transport
V roce 2013 bylo v Turecku devadesát osm letišť, z toho 22 mezinárodních. Od roku 2018 je nejrušnějším letištěm je Letiště Istanbul, které má do roku 2025 obsluhovat 200 milionů cestujících ročně. Společnost Turkish Airlines, vlajkový dopravce Turecka od roku 1933, byla společností Skytrax vybrána jako nejlepší letecká společnost v Evropě po dobu pěti po sobě následujících let od roku 2011 do roku 2015. S 435 destinací (51 tuzemských a 384 mezinárodních) ve 126 zemích po celém světě je Turkish Airlines největším dopravcem na světě podle počtu zemí obsluhovaných od roku 2016.
Celková délka železniční sítě byla v roce 2018 12 740 km, což je 24. místo na světě, včetně 5 467 km elektrifikované tratě. Turecké státní dráhy, které ovládají většinu železnic v Turecku, začaly stavět vysokorychlostní železniční tratě v roce 2003. Dne 13. března 2009 vstoupila do provozu první fáze vysokorychlostní železnice Ankara – Istanbul mezi Ankarou a Eskişehirem. Služba YHT mezi Ankarou a vlakovým nádražím Pendik na asijské straně Istanbulu začala dne 27. července 2014.

#### Turismus
Na svém vrcholu v roce 2014 přitahovalo Turecko přibližně 42 milionů zahraničních turistů, což je 6. nejoblíbenější turistická destinace na světě. Tento počet se však v roce 2015 snížil na přibližně 36 milionů a v roce 2016 na přibližně 25 milionů. Oživení však začalo v roce 2017, kdy počet zahraničních návštěvníků vzrostl na 32 milionů a v roce 2018 na 39,5 milionů návštěvníků.

## Mezinárodní obchod

Graf tureckého vývozu, 2019

Od roku 2016 jsou hlavními obchodními partnery Turecka Německo, Rusko a Spojené království, Spojené arabské emiráty, Irák, Itálie a Čína. Turecko využilo celní unii s Evropskou unií, podepsané v roce 1995, ke zvýšení průmyslové výroby pro vývoz, přičemž využilo zahraničních investic pocházejících z EU do této země. Kromě celní unie má Turecko dohody o volném obchodu s 22 zeměmi.
Turecko exportuje hlavně automobily a automobilové součástky, dodávky, zlato a šperky.

## Přírodní zdroje

### Energetika

#### Ropa a zemní plyn

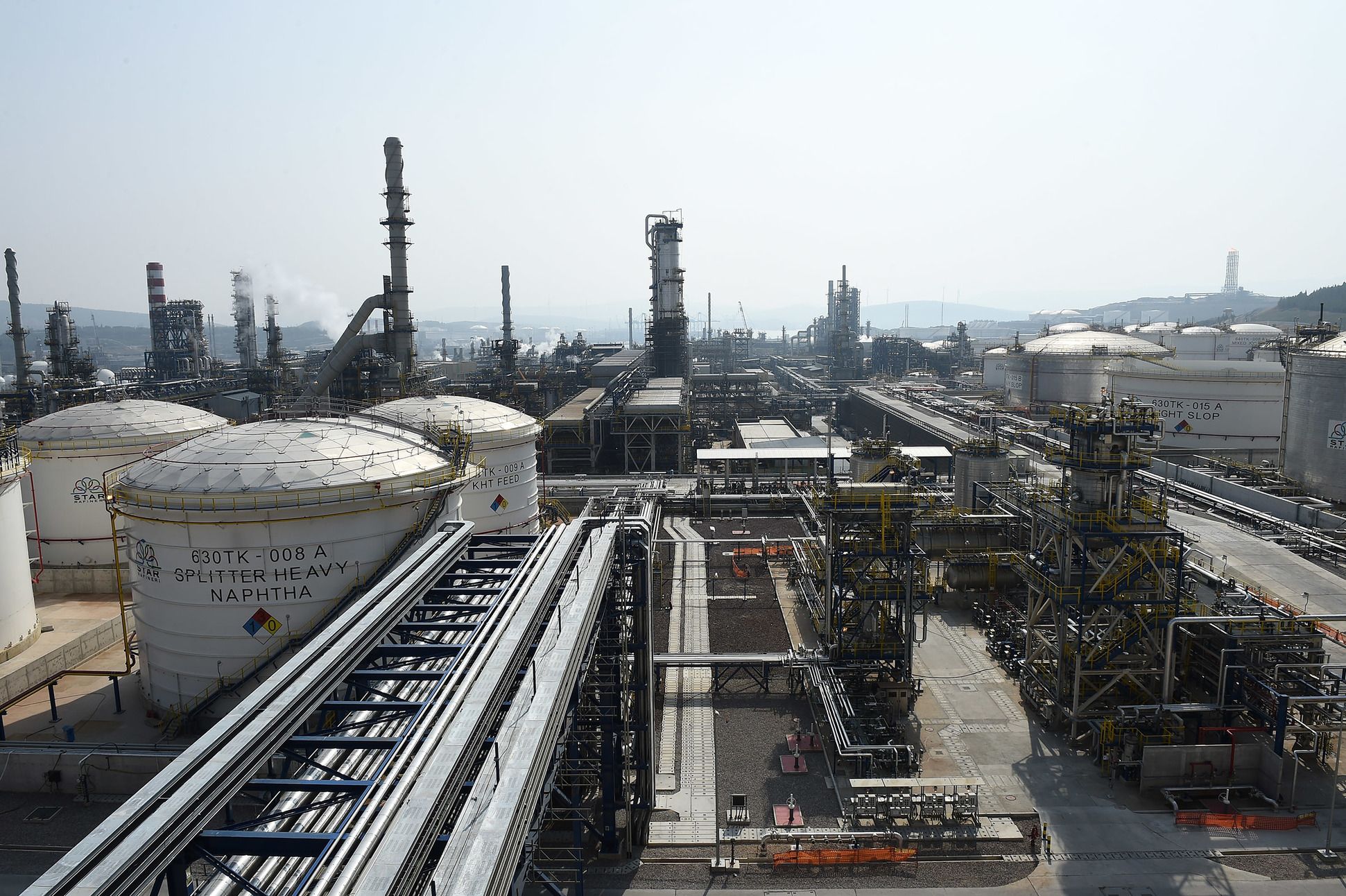
Rafinerie SOCAR Star Aegean v Izmiru; většina ropy se dováží

Turecko je producentem ropy a zemního plynu, ale úroveň výroby státem vlastněného TPAO nestačí k tomu, aby byla země soběstačná, což z Turecka činí čistého dovozce ropy i plynu.

#### Jaderná energie
Turecko nemá žádné jaderné elektrárny, ale první se očekává, že bude uveden do provozu v roce 2023. Kromě toho vláda oznámila záměry pro další tři jaderné elektrárny se čtyřmi reaktory, každá jako součást 100 GWe vyžadovaných do roku 2030.

#### Geotermální energie
Geotermální energie v Turecku by se mohla výrazně rozšířit, pokud bude možné vyřešit problém s emisemi oxidu uhličitého. Turecko je v geotermálním potenciálu sedmou nejbohatší zemí světa. V současné době působí v Turecku dvě elektrárny. Od roku 2018 má Turecko instalovaný výkon 1 350 MW, čtvrtý největší na světě po Spojených státech, Indonésii a Filipínách.

#### Nerostné suroviny
Turecko je desátým největším producentem nerostných surovin na světě z hlediska rozmanitosti. V Turecku se v současnosti vyrábí zhruba 60 různých minerálů. Nejbohatší ložiska nerostných surovin v zemi jsou soli bóru, zásoby Turecka činí 72% celkové sumy na světě. Další přírodní zdroje zahrnují uhlí, železnou rudu, měď, chrom, uran, antimon, rtuť, zlato, baryt, boritan, celestin (stroncium), smirek, živce, vápenec, magnezit, mramor, perlit, pemza, pyrity (síra) a jíl.

## Regionální rozdíly
Bohatství země se soustřeďuje hlavně na severozápad a západ, zatímco na východ a jihovýchod trpí chudobou, nižší hospodářskou produkcí a vyšší mírou nezaměstnanosti. V souladu s neustálým hospodářským růstem v Turecku v posledních deseti letech však začaly části Anatolie dosahovat vyššího hospodářského standardu. Tato města jsou známá jako Anatolští tygři.